# Love Wrecked
Love Wrecked (Mi ligue en apuros en España y Enamorados por accidente en Hispanoamérica) es una comedia juvenil protagonizada por Amanda Bynes y Chris Carmack que fue estrenada el 21 de enero de 2007 en la televisión de Estados Unidos y en los cines españoles el 12 de septiembre de 2008.

## Argumento
Jenny Taylor (Amanda Bynes) es una fan de Jason Masters (Chris Carmack), una estrella de rock de fama mundial, pero sus esfuerzos para estar con él siempre se ven frustrados por su némesis, Alexis (Jamie-Lynn Sigler). Con la esperanza de tener otra oportunidad, Jenny toma un trabajo en el resort favorito de Masters en el Caribe, junto con su mejor amigo Ryan (Jonathan Bennett). Jenny se escabulle a bordo de una fiesta en un barco donde Jason está, y cuando este último se cae de la borda, Jenny salta para salvarlo. Aunque la pareja se encuentran abandonados a su suerte en una cala apartada de una isla desierta aparentemente, Jenny pronto descubre que han aterrizado a poca distancia del resort. Ella lo deja creer que están varados para que pueda enamorarlo.
Jenny obtiene ayuda de Ryan, que conduce a su lugar para proporcionarle suministros. Cuando Alexis descubre el plan de Jenny siguiendo a Ryan en secreto, ella también pretende estar varada con ellos. Mientras Ryan ha la estado ayudando, él también ha decidido actuar en su amor de larga data por Jenny, buscando consejo en pedirle salir. Se transforma por completo, pero cuando lo ve, todo lo que habla es de Jason. Ryan confiesa que no puede dejar de pensar en ella y la besa, pero cuando Jenny protesta que son amigos le dice que se va a casa, y se marcha. Jenny se siente mal y le dice a Jason la verdad acerca de no están varados. Se molesta tanto con Jenny como con Alexis, promete demandar a las dos, y los deja atrás cuando regresa al resort. 
Cuando Ryan escucha que una tormenta va a golpear el lado de la isla donde Jenny está, él decide salvarla. A medida que la tormenta se acumula, Jenny se queda atascada en el coche que Ryan había abandonado para buscarla, cuando Ryan regresa justo a tiempo para salvarla mientras el coche está a punto de deslizarse sobre un terraplén fangoso. Cuando lleva a Jenny a una cueva y enciende un fuego para mantenerla caliente, ella se da cuenta de que él es el que más le importa. Después de que la tormenta pasa, Jenny y Ryan vuelven al resort, donde Jason y su encargado le dicen a Jenny que necesitan su ayuda para mantener la "historia de que estaban varados" en una conferencia de prensa. Ryan proclama su amor por Jenny, pero luego es forzado a salir por el guardaespaldas de Jason.
En la conferencia de prensa, Jenny le dice a todo el mundo que su novio es Ryan y que Alexis es la prometida de Jason, luego se marcha con Ryan. A medida que los créditos terminan, Jason está en un escenario en Winnipeg, infelizmente dedicando una canción a su esposa, Alexis, que está de pie a su lado.

## Recepción crítica y comercial
Carente de valoración crítica en la página de Internet Rotten Tomatoes, sólo se pueden señalar dos críticas:
""Con el potencial para ser una inteligente comedia negra, este confuso film acaba siendo un mediocre escapismo sólo para las jovencitas. (...) Puntuación: ** (sobre 5)." (Anna Smith: Empire)
"Sus personajes son un cúmulo de tópicos (...) Inocua y tontorrona comedieta 'teen', a mayor gloria de su protagonista femenina" (Alberto Luchini: Diario El Mundo)
Estrenada en las salas de pocos países tales como España, Rusia, Ucrania y Reino Unido, entre otros, recaudó únicamente 3,5 millones de dólares. Se desconoce cuál fue el presupuesto.